# Евгений II
Евгений II (лат. Eugenius PP. II; в миру Эудженио Савелли итал. Eugenio Savelli или Евгений Савеллий, лат. Eugenius Savellius ? — 27 августа 827) — папа римский с 8 июня 824 года по 27 августа 827 года.

## Биография

### Избрание
Происходил из римского аристократического рода Савелли, давшего истории нескольких римских пап, епископов, кардиналов, римских сенаторов, кондотьеров. Его отца звали Боэмунд Савелли. Евгений был возведён в сан кардинала-пресвитера церкви Св. Сабины в 816 году папой Львом ІІІ. Он был избран 6 июня (в других источниках 11 мая) 824 года после смерти Пасхалия I. Пасхалий I пытался обуздать стремительно растущую мощь римской знати, которая обратилась за поддержкой к франкам, чтобы укрепить свои позиции против него. Когда Пасхалий І умер, знать предприняла энергичные усилия возвести на папский престол своего кандидата. Священнослужители выдвинули свою кандидатуру, но знать — даже при том, что папа Стефан IV в 769 году издал указ, лишивший народ возможности участвовать в выборах папы, — смогла добиться избрания своего кандидата — Евгения II. После того как он стал папой, он украсил церковь Св. Сабины мозаикой и резьбой, сохранившейся до наших дней. Liber Pontificalis описывает Евгения ІІ как человека простого и скромного, образованного, красноречивого, щедрого и миролюбивого, занятого мыслями о делах, угодных Богу.

### Франкское влияние
Избрание Евгения II было триумфом франков, и они впоследствии решили улучшить свои позиции. Император Людовик I Благочестивый послал своего сына Лотаря I в Рим, чтобы укрепить там франкское влияние. Римские дворяне, которые были высланы в течение предыдущего правления и бежали во Францию, были возвращены. В 824 году Евгений ІІ подписал «Римскую конституцию», по которой фактически становился вассалом императора. Эта конституция содержала пункт, по которому ни один папа не мог быть рукоположён, пока его избрание не будет одобрено франкским императором.
Вскоре после отбытия Лотаря І из Рима к папе прибыли послы от императора Людовика І и греков с вопросами об иконопочитании. Сначала византийский император Михаил II Травл проявил терпимость к иконопочитателям и их духовному лидеру Феодору Студиту. Но Михаил ІІ вскоре забыл о терпимости и начал преследовать иконопочитателей, а также попытался обеспечить себе поддержку Людовика І Благочестивого. Он послал послов и к папе, чтобы посоветоваться с ним по некоторым пунктам, связанным с поклонением иконам. Прежде чем предпринимать какие-либо шаги, чтобы удовлетворить пожелания Михаила ІІ, Людовик І спросил разрешения папы собрать совет из ряда епископов и обсудить послание из Константинополя. Однако епископы, собравшиеся в Париже в 825 году, оказались некомпетентны для решения этой задачи. В итоге как суть предложений греков, так и ответ епископов остались неясными. О результатах этих споров ничего неизвестно.
Совет, который собрался в Риме при Евгении ІІ, издал несколько актов для восстановления церковной дисциплины, принял меры для основания школ и монастырей и осудил священников, надевавших светское платье или занимавшихся светскими профессиями. Евгений ІІ также принял ряд положений по призрению за бедными, вдовами и сиротами и на этом основании получил прозвище «отца народа». Он умер 27 августа 827 года.